# Magnus Mathiae Montilius
Magnus Mathiae Montilius, död 28 oktober 1690 i Marbäcks församling, Jönköpings län, var en svensk präst.

## Biografi
Magnus Montilius blev 1645 student vid Uppsala universitet. Han blev 1667 komminister i Blackstads församling och 1670 kyrkoherde i Marbäcks församling. Montilius avled 1690 i Marbäcks församling.